# Mercedes-Benz W108/W109

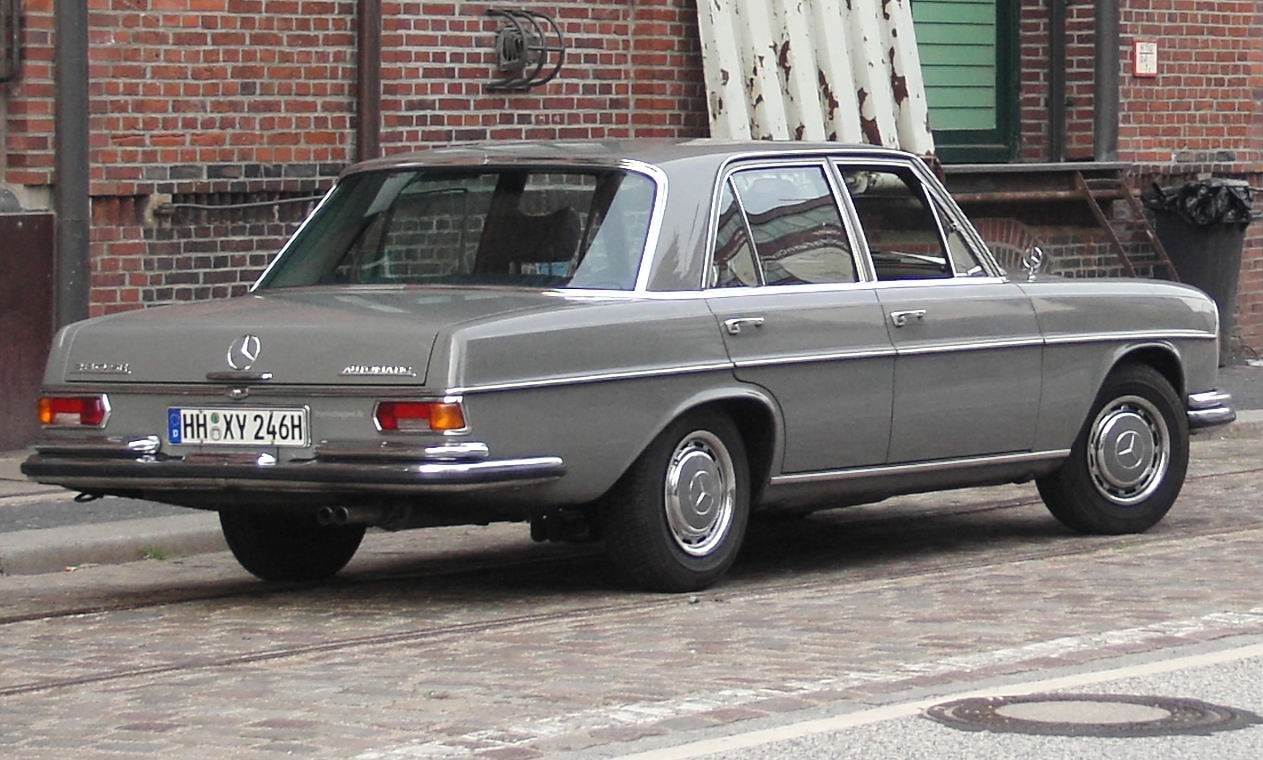
Mercedes-Benz 280 SE (W108)

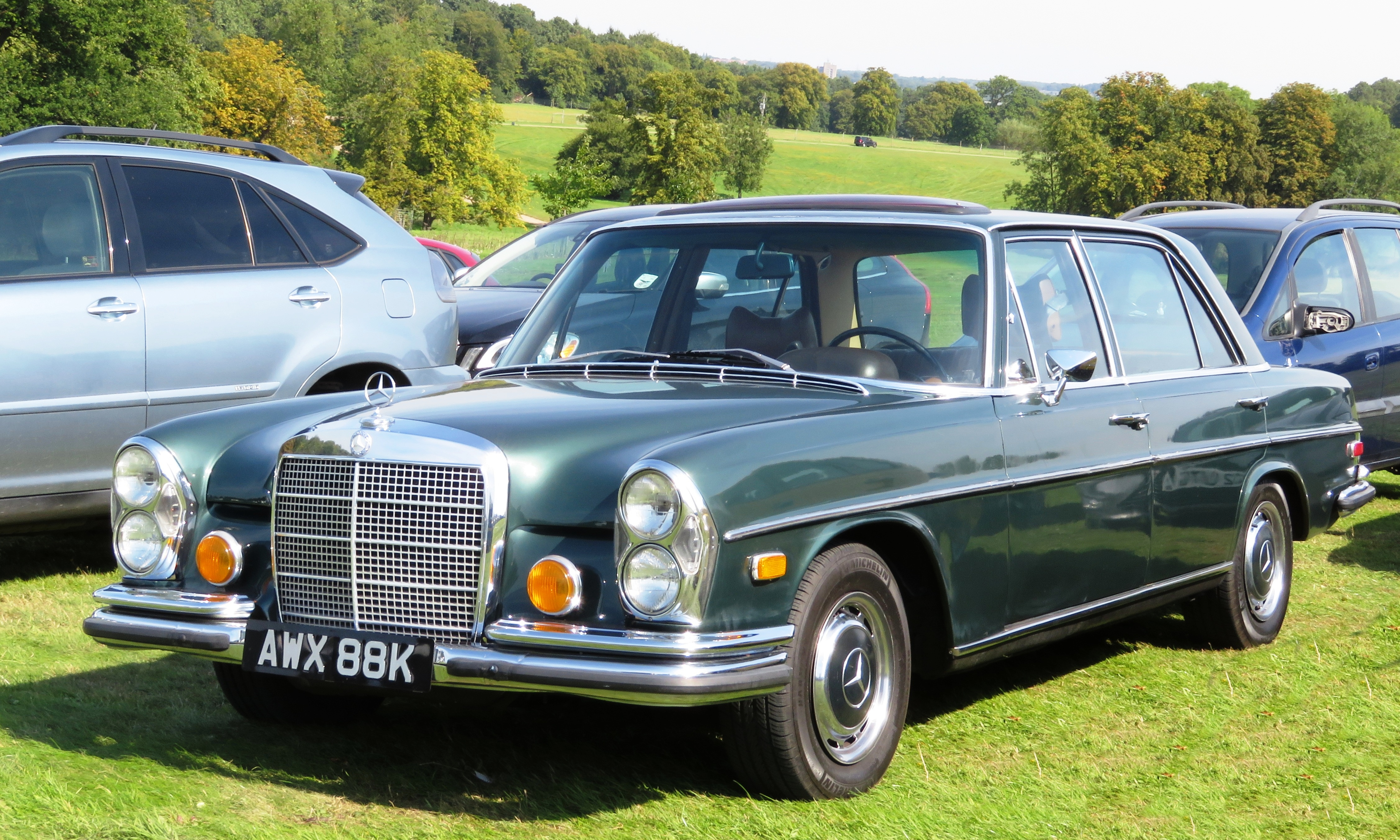
Mercedes-Benz 300 SEL 4.5 (W109)

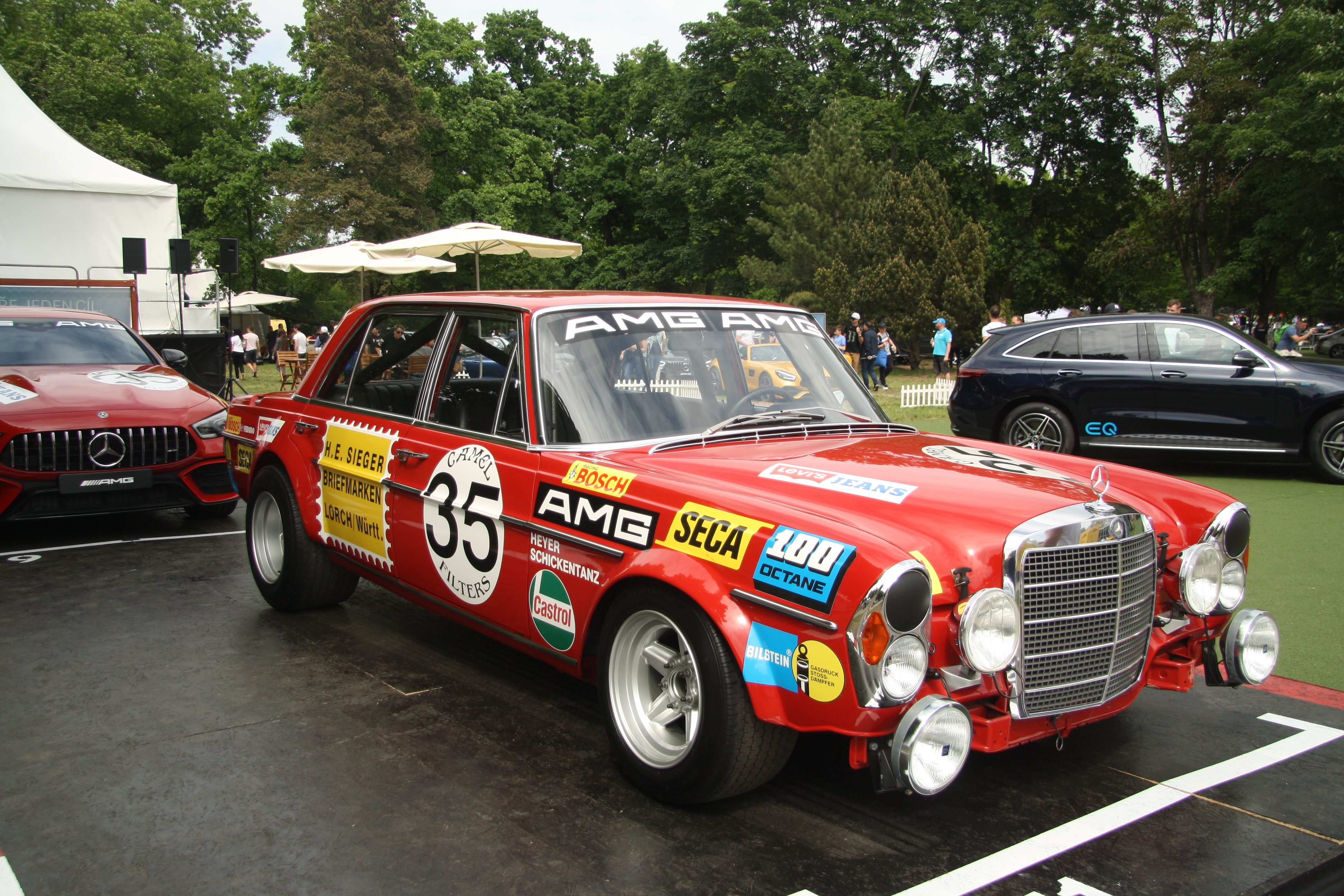
Mercedes-Benz 300 SEL 6.8 AMG

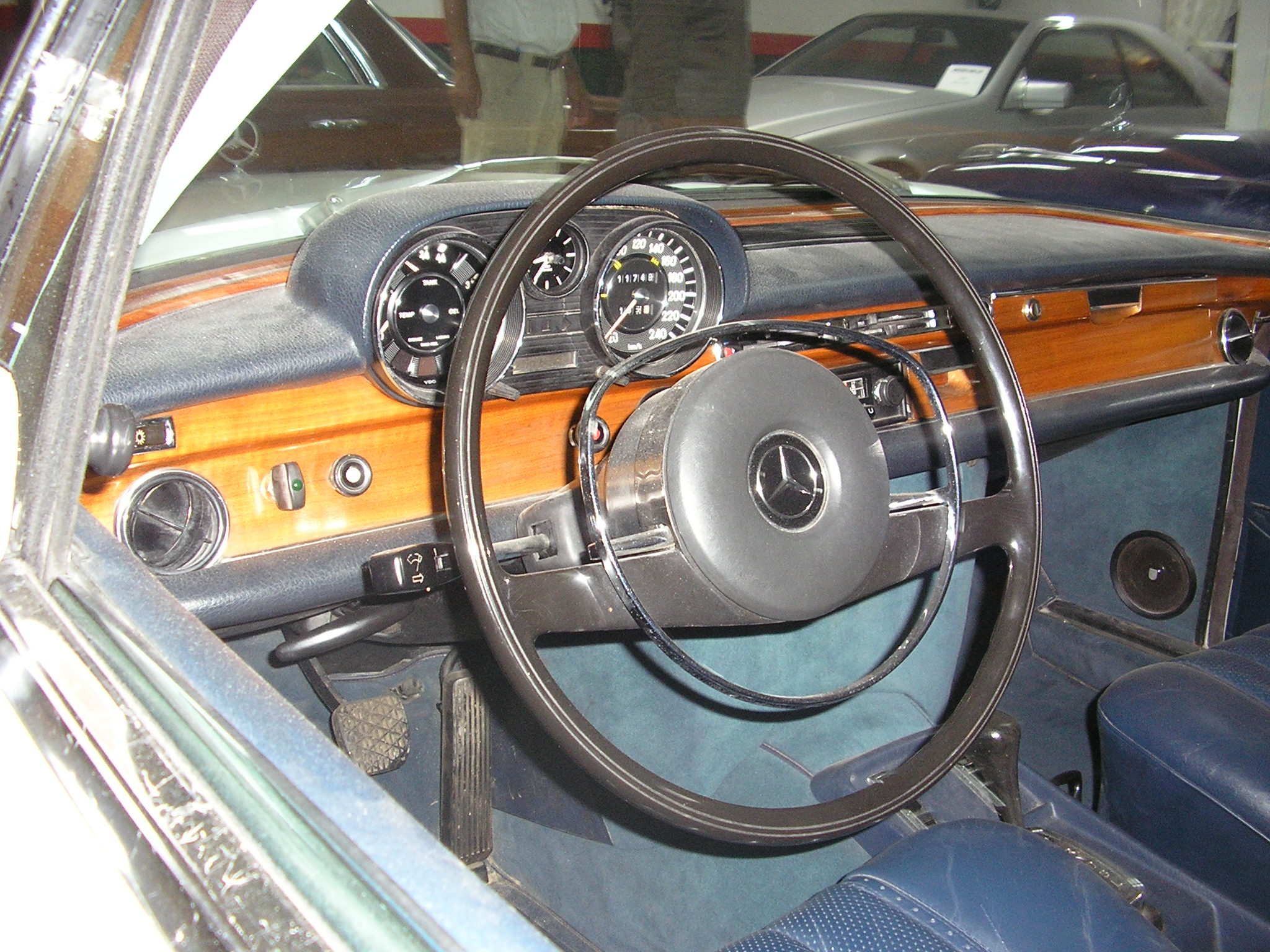

Mercedes-Benz W108/W109 — представницькі автомобілі німецької компанії Mercedes-Benz, що виготовлялись з 1965 по 1972 рік. Вони замінили моделі серії W111/W112.
Вони стали наступним, третім поколінням престижного S-класу, ще неформальним на той час (офіційне позначення "S" з'явилося лише на моделях серії W116 - наступникики W108/W109).
Кузов W108/W109 був сконструйований французом - Полом Браком. Він позбавлений популярних на початку 1960-х закінчень заднього краю кузова, що нагадували крила. Таким чином, він розривається з дизайном W111/W112. Дах також відрізняється - вже не округлий, а плоский, оптично розширює машину. Поверхня скла також більша. Крім того, кузов трохи нижчий (на 6 см) і трохи ширший (на 1,5 см), ніж у попередника.
Конструкція моделей W108/W109 була сповнена вдосконалених рішень, таких як дискові гальма на всіх колесах та електричні підйомники вікон.
Моделі із звичайними сталевими пружинами позначалися індексом W108, моделі 300 SEL комплектувалися самовирівнюючою пневматичною підвіскою і позначалися W109, автомобілі з інжекторними двигунами позачалися літерою E, наприклад Mercedes-Benz 250 SE.
Всього виготовили 383,361 автомобілів, з них W108: 364,699, W109: 18,662 (включаючи 300 SEL 6.3: 6,526).

## 300 SEL 6.3
Незабаром після впровадження у виробництво серії W109 (1966 р.) головний інженер Mercedes - Еріх Ваксенбергер, встановив у 6-циліндровий 300 SEL (W109) 6,3-літровий двигун V8 тип M100 від лімузина 600 (W100).
Приблизно через рік ретельного тестування було вирішено поставити 6,3-літрову модель V8 у серійне виробництво. Це стало несподіванкою, адже Mercedes вважався компанією, яка уникає екстравагантних рішень. 300 SEL 6.3 виявився успішним на ринку - було вироблено понад 6500 штук цього лімузина.
Наступником 300 SEL 6.3 є 450 SEL (W116), в якому встановлений двигун M100, об'ємом 6,9 літра.

## Технічні характеристики
| Модель        | Роки випуску | Номер кузова | Код двигуна | Тип двигуна   | Об'єм | Потужність     | Виготовлено штук | 0–100 [с]   | V-макс    | Витрата пального |
|               |              |              |             |               | [см³] | [к.с.] / [кВт] |                  | АКПП - МКПП | АКПП/МКПП | [л/100 км]       |
| 250 S         | 7/65 - 3/69  | 108.012      | M108.920    | Рядний двигун | 2496  | 130 / 96       | 74.677           | 14 / 13     | 177/182   | 17/16            |
| 250 SE        | 8/65 - 1/68  | 108.014      | M129.980    | Р6            | 2496  | 150 / 110      | 55.181           | 13 / 12     | 188/193   | 17 / 16          |
| 280 S         | 11/67 - 9/72 | 108.016      | M130.920    | Р6            | 2778  | 140 / 103      | 93.666           | 12,5        | 180/185   | 12,5             |
| 280 SE        | 11/67 - 9/72 | 108.018      | M130.980    | Р6            | 2778  | 160 / 118      | 91.051           | 10,5        | 185/190   | 12,5             |
| 280 SEL       | 1/68 - 4/71  | 108.019      | M130.980    | Р6            | 2778  | 160 / 118      | 8.250            | 10,5        | 185/190   | 12,5             |
| 280 SE 3.5    | 7/70 - 8/72  | 108.057      | M116.980    | V8            | 3499  | 200 / 147      | 11.390           | 10          | 200       | 13               |
| 280 SEL 3.5   | 7/70 - 8/72  | 108.058      | M116.980    | V8            | 3499  | 200 / 147      | 951              | 10          | 200       | 13               |
| 280 SE 4.5    | 4/71- 11/72  | 108.067      | M117.984    | V8            | 4520  | 198 / 146      | 13.527           | 9,5         | 205       | 14,5             |
| 280 SEL 4.5   | 5/71- 11/72  | 108.068      | M117.984    | V8            | 4520  | 198 / 146      | 8.173            | 9,5         | 205       | 14,5             |
| 300 SEb       | 8/65 - 12/67 | 108.015      | M189.989    | Р6            | 2996  | 170 / 125      | 2.737            | 12          | 195/200   | 18               |
| 300 SEL       | 9/65 - 12/67 | 109.015      | M189.988    | Р6            | 2996  | 170 / 125      | 2.369            | 12          | 195/200   | 18               |
| 300 SEL (2.8) | 12/67 - 1/70 | 109.016      | M130.981    | Р6            | 2778  | 170 / 125      | 2.519            | 10,5        | 200       | 12               |
| 300 SEL 3.5   | 8/69 - 9/72  | 109.056      | M116.981    | V8            | 3499  | 200 / 147      | 9.583            | 10          | 200       | 13               |
| 300 SEL 4.5   | 5/71 - 10/72 | 109.057      | M117.981    | V8            | 4520  | 198 / 146      | 2.553            | 9,5         | 205       | 14,5             |
| 300 SEL 6.3   | 12/67 - 9/72 | 109.018      | M100.981    | V8            | 6332  | 250 / 184      | 6.526            | 6,5         | 220       | 15,5             |